# Musikjahr 1669
Liste der Musikjahre

◄◄ | ◄ | 1665 | 1666 | 1667 | 1668 | Musikjahr 1669 | 1670 | 1671 | 1672 | 1673 | ► | ►►

Weitere Ereignisse
Dieser Artikel behandelt das Musikjahr 1669.

## Ereignisse
- 17. Februar: Uraufführung der Oper L’empio punito von Alessandro Melani im Teatro di Palazzo Colonna in Rom. Die Arbeit wurde von Maria Mancini in Auftrag gegeben.
- Das von Christopher Wren erbaute Sheldonian Theatre der University of Oxford wird eröffnet.
- Die ersten sieben Bände des Graduale Ecclesiae Parisiensis werden zwischen 1669 und 1671 im Auftrag des Chorherrn Duhamel für die Kathedrale Notre-Dame in Paris erstellt.

## Instrumental- und Vokalmusik (Auswahl)
- Luigi Battiferri – Ricercari, op. 3
- Giovanni Maria Bononcini – Varii fiori del giardino musicale, overo Sonate da camera … aggiunta d’alcuni canoni, für 2 Violinen, Viola und B. c., op. 3, Bologna
- Samuel Capricornus
  - Continuatio theatri musici
  - Scelta musicale
  - Theatrum musicum
- Maurizio Cazzati – Varii, e diversi capricci per camera, op. 50
- Henri Dumont – Cinq messes en plain-chant
- Johann Caspar von Kerll – Delectus sacrarum cantionum
- Henry Lawes
  - Select Ayres and Dialogues
  - The Treasury of Musick
- Giovanni Antonio Pandolfi – Sonate cioè balletti, sarabande, correnti, passacagli, capricetti e una trombetta...
- Johann Heinrich Schmelzer – Sonata a 4, La Carolietta

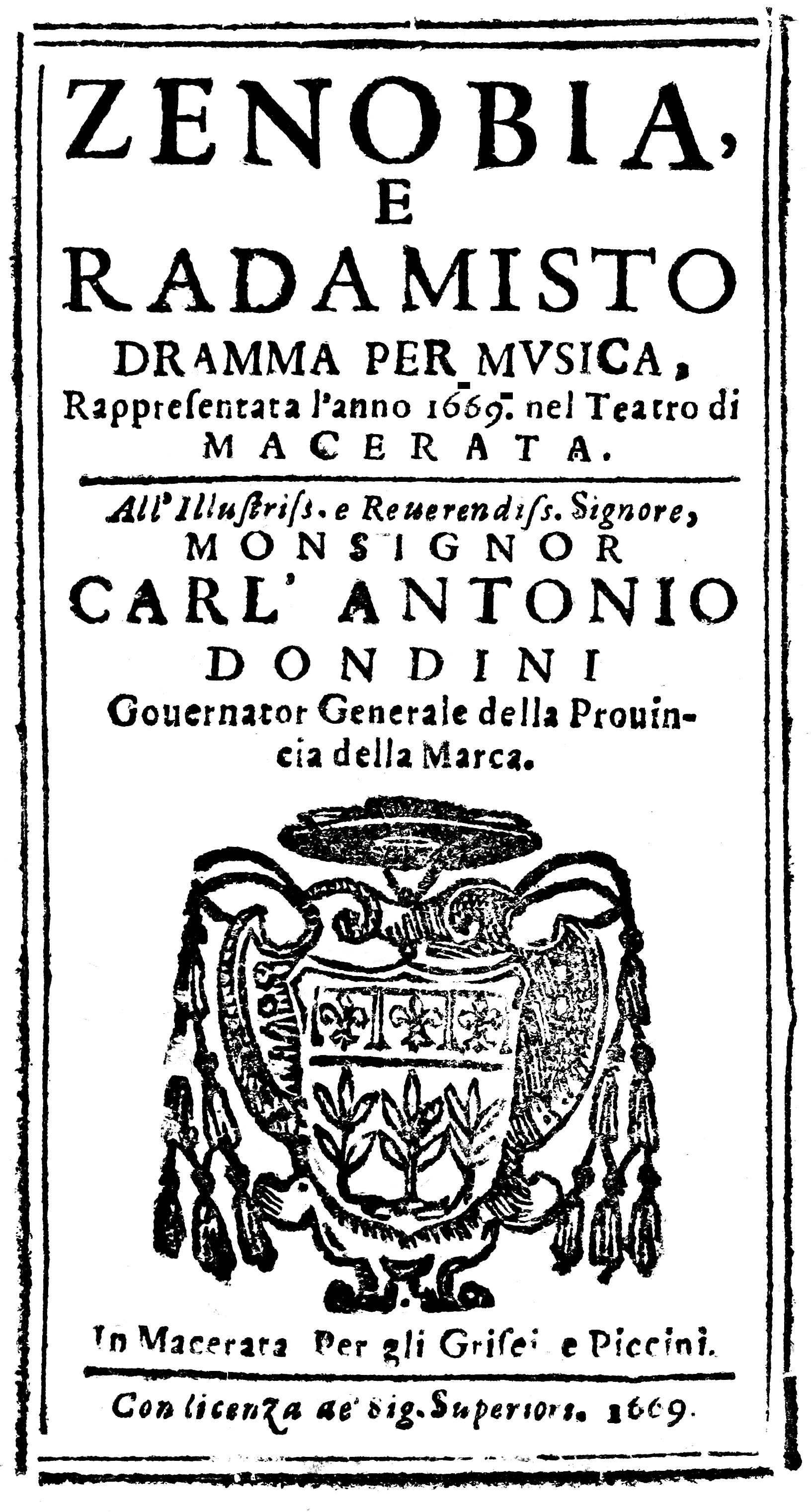
Giovanni Legrenzi – Zenobia e Radamisto Titelseite des Librettos

## Musiktheater
- 06. Oktober: Die Balletkomödie Monsieur de Pourceaugnac von Molière mit Musik von Jean-Baptiste Lully wird mit der Choreographie von Pierre Beauchamp im Schloss Chambord vor König Ludwig XIV. und seinem Hofstaat uraufgeführt. Die öffentliche Erstaufführung findet am 15. November im Palais Royal in Paris statt.
- Francesco Cavalli – Coriolano
- Antonio Cesti – Genserico
- Antonio Draghi – El Prometeo
- Giovanni Legrenzi – Zenobia e Radamisto
- Alessandro Melani – L’empio punito

## Geboren

### Geburtsdatum gesichert
- 24. Januar: Johann Baptist Matthäus Trost, deutscher Komponist († 1727)
- 01. Februar: Miguel López, spanischer Barockkomponist, Organist und Musikwissenschaftler († 1723)
- 02. Februar: Louis Marchand, französischer Organist und Cembalist († 1732)
- 02. März: Ulrich Johann Voigt, deutscher Violinist, Komponist und Stadtmusikus († 1732)
- 06. April: Johann Christoph Faber, deutscher Komponist, Organist und Orgelbauer († 1744)
- 18. Juni: Maria Maddalena Musi, italienische Opernsängerin († 1751)
- 30. Juni: Mauritius Johann Vogt, böhmischer römisch-katholischer Priester deutscher Nationalität († 1730)
- 11. August: Johann Zacharias Grundig, deutscher Lehrer und Sänger, Kreuzkantor in Dresden († 1720)
- 20. Oktober: Johann Nikolaus Bach, deutscher Komponist († 1753)
- 13. Oktober: Charles Desmazures, französischer Organist und Komponist († 1736)
- 04. November: Johann Balthasar Beyschlag, deutscher evangelischer Theologe und Kirchenliedkomponist († 1717)
- 25. Dezember: Johann Christian Lange, deutscher lutherischer Geistlicher, Theologe Kirchenlieddichter und Hochschullehrer († 1756)

### Genaues Geburtsdatum unbekannt
- Johann Samuel Beyer, deutscher Kantor und Komponist († 1744)

## Gestorben

### Todesdatum gesichert
- 23. März: Philipp Friedrich Buchner, deutscher Komponist (* 1614)
- 17. April: Antonio Bertali, italienischer Komponist und Violinist (* 1605)
- 17. April: Michelangelo Grancino, italienischer Organist, Kapellmeister und Komponist (* um 1605)
- 25. Mai: Zacharias Hestius, deutscher Pfarrer, Kantor und Vizekapellmeister der Dresdner Hofkapelle (* 1590)
- 08. Juni: Johann Maukisch, deutscher lutherischer Geistlicher, Theologe Kirchenlieddichter und Pädagoge (* 1617)
- 29. Juli: Christopher Simpson, englischer Komponist und Gambenspieler (* um 1605)
- 31. Juli: Antonius Paris, lothringischer Glockengießer (* 1614 oder 1615)
- 14. Oktober: Antonio Cesti, italienischer Komponist und Kapellmeister (* 1623)
- 29. Dezember: Jacob Schedlich, deutscher Orgelbauer (* März 1591)

### Genaues Todesdatum unbekannt
- Richard Ayleward, englischer Musiker und Komponist (* 1626)
- Étienne Richard, französischer Komponist und Organist (* um 1621)